# Management by Perkele
Management by Perkele är ett påstått särskiljande finskt sätt att leda och som skall ha myntats vid ett seminarium arrangerat av Capgemini och Ernst & Young 5 juni 2001. Begreppet är framför allt skapat som en kontrast till typiskt svenskt ledarskap.
Sättet innebär att ledningen kräver omedelbar ovillkorlig lydnad, utan att ta reda på konsekvenser, eller bry sig om effekterna av en handling. Argumentet bygger i hög grad på argumentum ad baculum - hot om våld. 
Management by Perkele är inte en formaliserad managementfilosofi, utan mer ett öknamn på brist på sådan. Den inkluderar ofta högljutt språk, svordomar (därav termen, som syftar på perkele, en vanlig finsk svordom) och hot om negativa konsekvenser.  
Management by Perkele inkluderar även olika former av trakasserier, på finska: Työpaikkakiusaaminen.
Fördelar med metoden är att ingen ifrågasätter vad han eller hon skall göra och att saker blir gjorda snabbt. Andra fördelar är att ledningen utan vidare kan ändra dåliga beslut.